# کنش (فیزیک)
در فیزیک، کنش نمودی از دینامیک یک سیستم فیزیکی است که از طریق آن معادلات حرکت سیستم به کمک اصل کمترین کنش می توانند به دست آیند.
کنش یک تابعی ریاضی است که مسیر سیستم را به عنوان آرگومان خود می گیرد و یک عدد حقیقی را نتیجه می دهد. بطور کلی کنش مقادیر متفاوتی را برای مسیرهای گوناگون بدست می دهد.
کُنش یا ژیرِش یک کمیّت فیزیکی با بُعد انرژی ضرب در زمان یا اندازهٔ حرکت ضرب در طول است. بُعد کنش همانند اندازهٔ حرکت زاویه‌ای است با این تفاوت که کنش یک کمیّت عددی است و اندازهٔ حرکت زاویه‌ای یک کمیّت برداری است. معادلات حرکت در فیزیک را بر مبنای اصل کمترین کنش می‌توان به دست آورد.
اصل همیلتونی بیان می کند، معادلات دیفرانسیل حرکت هر سیستم فیزیکی می توانند بصورت معادلات انتگرالی معادلی بازفرمولبندی شوند. بنابر این دو راهکار متمایز برای فرمولبندی مدل های دینامیکی وجود دارد.
این اصل نه تنها می تواند برای مکانیک کلاسیک یک تک ذره بکار رود، بلکه همچنین می توان آن را برای میدان های کلاسیک مانند میدان های الکترومغناطیس و میدان های گرانشی نیر بکار برد. اصل همیلتونی همچنین حتی به مکانیک کوانتومی و تئوری میدان کوانتومی نیز گسترش یافته است.
پاسخ معادلات دیفرانسل
قوانین تجربی معمولا بصورت معادلات دیفرانسیل بیان می شوند که این معادلات چگونگی تغییرات پیوسته کمیت های فیزیکی مانند مکان یا تکانه را با زمان یا فضا بدست می دهند. با داشت شرایط اولیه و مرزی برای مساله، پاسخ این معادلات تجربی یک یا چند تابع است که رفتار سیستم را بیان می کند و معادلات حرکت نامیده می شوند.
کمینه کردن انتگرال کنش
کنش بخشی از یک رهیافت دیگر برای پیدا کردن معادلات حرکت سیستم است. در مکانیک کلاسیک گمان می شود مسیری که در عمل توسط یک سیستم فیزیکی دنبال می شود مسیری است که کنش، کمینه و یا بطور کلی تر مانا می شود. به دیگر سخن، کنش یک اصل وردشی را برآورده می سازد: اصل کمترین کنش. کنش با یک انتگرال تعریف می شود و معادلات حرکت کلاسیک یک سیستم می توانند با کمینه کردن مقدار آن انتگرال بدست آورده شوند.
این اصل ساده بینش ژرفی در فیزیک فراهم می کند و مفهوم مهمی در فیزیک مدرن است.

## تاریخچه
کنش در طی تکامل مفهومش به راه های گوناگونی که اکنون کهنه شده اند، تعریف شده است.
- لایبنیتس، برنولی و موپرتوئی کنش را برای نور، بصورت انتگرال سرعت و یا معکوس سرعت در طول مسیر نوری تعریف کرده بودند.
- اویلر (و احتمالا لایبنیتس) کنش را برای یک ذره مادی بصورت انتگرال سرعت ذره در امتداد مسیرش در فضا تعریف کرده اند
- موپرتوئی برای کنش چندین تعریف موردی و متناقض در یک مقاله ارائه کرد که کنش را به عنوان انرژی پتانسیل، انرژی جنبشی مجازی، و نیز بصورت ترکیب آن دو که تضمین کننده پایستگی تکانه در برخوردها است، تعریف می کرد.

## تعریف ریاضی
به بیان ریاضی با بهره گیری از حساب وردشی، تکامل یک سیستم فیزیکی (یعنی اینکه چگونه یک سیستم فیزیکی از یک حالت به حالت دیگر می رود) به یک نقطه مانا (معمولا یک نقطه کمینه) از کنش مربوط می شود.
در فیزیک کلاسیک، کنش دارای تعاریف گوناگون است. کنش معمولا یک انتگرال بر روی زمان است، اما وقتی کنش مربوط به میدان ها باشد، ممکن است انتگرال بر روی متغیرهای فضایی نیز گرفته شود. گاهی کنش بر روی مسیری که توسط سیستم فیزیکی پیموده می شود انتگرال گیری می شود
اگر کنش را به صورت یک انتگرال در زمان تعریف کنیم که در طول مسیر سیستم و از زمان آغازین تا زمان پایان حرکت سیستم گرفته شود و به تابع زیر انتگرال اصطلاحاً لاگرانژین می‌گویند.
{\displaystyle {\mathcal {S}}=\int L\,\mathrm {d} t\,,}
بعد کنش  [انرژی].[زمان] است و و یکای SI آن ژول -ثانیه است که با یکای تکانه زاویه ای یکسان است.
در مکانیک کوانتمی کنش هم مانند اندازه حرکت زاویه‌ای، مقادیر دلخواه و پیوسته ندارد بلکه همواره
یک عدد کامل یا یک نیم عدد ضربدر ثابت پلانک هستند.